# Coleophora malivorella
Coleophora malivorella é uma espécie de mariposa do gênero Coleophora pertencente à família Coleophoridae.